# La invitació
La invitació (títol original en anglès The Invitation) és una pel·lícula de terror i thriller estatunidenca del 2015 dirigida per Karyn Kusama i escrita per Phil Hay i Matt Manfredi, protagonitzada per Logan Marshall-Green, Tammy Blanchard, Michiel Huisman i Emayatzy Corinealdi. Es va estrenar el 13 de març de 2015 al festival de cinema SXSW i va començar un llançament limitat el 8 d'abril de 2016 i mitjançant vídeo a la carta, de Drafthouse Films. Ha estat doblada al català.

## Argument
Will condueix la seva xicota Kira a la Hollywood Hills casa de la seva exdona Eden, que organitza un sopar amb el seu nou marit David. Will i Eden es van divorciar després de la mort accidental del seu petit fill Ty; Eden va conèixer David en un grup de suport a Mèxic. Els seus altres convidats al sopar són Tommy, el xicot de Tommy, Miguel, i els amics Ben, Claire i Gina. És la primera vegada que aquest grup està junt en més de dos anys. La Gina esmenta que el seu xicot Choi arriba tard. L'Eden presenta a la Sadie, una noia que ella i David van conèixer a Mèxic que ara s'allotja amb ells.
Durant tota la nit, Will deambula per la seva antiga casa i reviu records, inclòs l'intent de suïcidi d'Eden. A la cuina, Will veu com l'Eden dona una bufetada a Ben quan fa una broma sobre les seves idees sobre l'expulsió del dolor. Arriba l'amic de l'Eden i el David, Pruitt. David tanca la porta principal, explicant que hi va haver una invasió de casa al barri. Will surt a buscar llenya i, a través de la finestra del dormitori d'Eden, veu l'Eden amagant una ampolla de pastilles que després descobreix que conté el barbitúric fenobarbital.
David i Eden expliquen als seus convidats sobre un grup de culte al qual es van unir, juntament amb Pruitt i Sadie, anomenat "La invitació", que ajuda la gent a superar el seu dolor. En David ensenya a tothom un vídeo en què el líder del grup, el Dr. Joseph, consola una dona moribunda mentre fa les seves últimes respiracions. Aleshores, els convidats juguen a un joc de "I Want" en què la Sadie fa un petó a la Gina, l'Eden fa un petó a Ben i Pruitt confessa haver matat la seva dona i haver passat temps a la presó. David intenta convèncer una Claire inquieta perquè no marxi, però Will el desafia. La Claire se'n va, acompanyada per Pruitt, el cotxe del qual bloqueja el de Claire. Will observa que Pruitt desapareix la Claire per parlar amb ella, i David s'enfronta a Will perquè és massa sospitós.
Després de sopar, Will mira per una porta esquerdada i veu que la Sadie fa cares estranyes davant un mirall. Ella fa contacte visual amb ell, el segueix fora i l'espanta amb una proposta indecent, que rebutja. Will parla amb Tommy sobre l'atmosfera estranya i insegura que sent a la festa, però Tommy li assegura que és natural sentir-se estrany per visitar la casa i que Will és valent per presentar-se. Torna a la festa mentre Will es queda fora. Will finalment rep un senyal de telèfon mòbil i troba un missatge de veu de Choi que indica que estava a la porta d'Eden i David abans que els altres convidats. Suposant que David i Eden deuen haver fet alguna cosa a Choi, Will s'enfronta amb ira a la parella pel seu comportament estrany i els seus vincles amb el culte. Choi arriba de manera inesperada, explicant que va ser cridat per feina. En Will s'avergonyeix, però els altres assumeixen que el seu dolor residual per la mort de Ty està fent que es comporti irracionalment.
David encén una llanterna vermella al jardí. Will troba un ordinador portàtil amb un missatge de pressentiment del Dr. Joseph. David i Eden aboquen begudes perquè els convidats brindin, però Will trenca els gots, tement que s'enverinen. La Sadie ataca a Will, que sense voler la deixa inconscient durant la baralla. La Gina, que havia begut la seva beguda abans de la intervenció de Will, s'ensorra i mor. David, Pruitt i una Sadie recuperada ataquen els convidats, matant Miguel, Choi i Ben. Will, Kira i Tommy fugen i s'amaguen a la casa. Will escolta David dir a Eden que han estat escollits i que acabar el que van començar és l'única manera que poden abandonar la Terra i estar lliures del seu dolor.
Will agafa un pòquer amb llar de foc de Sadie a qui troba morint de les seves ferides. Pruitt troba i ataca a Will i Kira, que el colpeja fins a mort amb una ampolla de vi. L'Eden dispara a Will, fent-lo ferir, després es dispara a l'estómac amb remordiment. David persegueix els supervivents amb un ganivet, però Tommy el desarma i el mata a punyalades. L'Eden es disculpa amb Will i li demana que la porti fora. Will, Kira i Tommy porten l'Edèn moribunda al jardí, on escolten sirenes i crits i helicòpters per sobre. Veuen més d'una dotzena de cases properes amb fanals vermells i s'adonen que Los Angeles està entrant en caos mentre altres membres del culte duen a terme plans similars.

## Repartiment
- Logan Marshall-Green com a Will
- Tammy Blanchard com a Eden
- Michiel Huisman com a David
- Emayatzy Corinealdi com a Kira
- Lindsay Burdge com a Sadie
- Jay Larson com a Ben
- Michelle Krusiec com a Gina
- Jordi Vilasuso com a Miguel
- Mike Doyle com a Tommy
- John Carroll Lynch com Pruitt
- Karl Yune com a Choi
- Toby Huss com el Dr. Joseph
- Marieh Delfino com a Claire

## Producció
El maig de 2012, es va anunciar que Luke Wilson, Zachary Quinto, Topher Grace i Johnny Galecki havien estat inicialment contactats per protagonitzar la pel·lícula, dirigida per Karyn Kusama a partir d'un guió escrit per Phill Hay i Matt Manfredi, i XYZ Films produint la pel·lícula juntament amb Martha Griffin, Manfredi i Hay. El juliol de 2014, es va revelar que la producció de la pel·lícula havia conclòs, protagonitzada per Logan Marshall-Green, Michiel Huisman, Emayatzy Corinealdi, Lindsay Burdge i John Carroll Lynch. La invitació és la segona pel·lícula finançada per Gamechanger Films.
Kusama es va veure influenciat per la revelació lenta de Deixa'm entrar i la trobada familiar que s'estava fent a Festen. Va citar el tema de la pel·lícula com "una metàfora del que realment és el malson de l'ansietat, que és aquesta sensació irracional que la gent està intentant fer-te mal d'alguna manera".

## Llançament
La pel·lícula es va estrenar a South by Southwest el 13 de març de 2015. Poc després, es va anunciar que Drafthouse Films havia adquirit els drets de distribució. La pel·lícula es va projectar al Festival de Cinema de Londres el 9 d'octubre de 2015, i es va publicar el 8 d'abril de 2016 de forma limitada llançament i mitjançant vídeo a la carta.

## Recepció
Al lloc web de l'agregador de ressenyes Rotten Tomatoes, el 90% de les crítiques de 116 crítiques són positives, amb una valoració mitjana de 7,6/10. El consens del lloc web diu: "The Invitation fa un ús brillant de la seva premissa rica en tensió per oferir un thriller de construcció lenta única i eficaç i sorprenentment intel·ligent". Metacritic, que utilitza una mitjana ponderada, va assignar a la pel·lícula una puntuació de 74 de 100, basat en 21 crítiques, indicant crítiques "generalment favorables".
Justin Chang de Variety va escriure que el "thriller d'una burla efectiva representa el treball més fort de la directora Karyn Kusama en anys." Heather Wixson de Daily Dead la va puntuar amb 4,5/5 estrelles i la va caracteritzar com "algunes de les obres més segures i matisades de [Kusama] fins ara i una de les pel·lícules de terror més devastadores que he vist en anys". Dominick Suzanne-Mayer de Consequence of Sound la va puntuar A− i la va descriure com a "excel·lentment ben feta" mentre que Samuel Zimmerman de Shock Till You Drop va dir, "La invitació és un thriller sorprenentment per a adults que, a diferència d'Eden i els seus convidats, està disposat a mantenir el pes que les nostres vides poden suportar." Drew Tinnin de Dread Central va puntuar la pel·lícula amb 4/5 estrelles i va escriure: "La invitació funciona tan bé perquè aprofita la nostra desconfiança general envers el món que ens envolta i com el nostre instint de supervivència s'ha silenciat i ignorat per tal de mantenir l'aparença de ser educat."
Josh Kupecki de The Austin Chronicle va assenyalar que, tot i que la pel·lícula oferia algunes idees interessants sobre el dol i la depressió, no tenia innovació dins del subgènere "sopar de l'infern".  Peter Martin de Twitch Film va remarcar que, malgrat la sinceritat i l'ofici evidents en el pel·lícula, arriba a un "nivell limitat i inquietant" i s'atura en aquest punt.

## Premis
Va guanyar el premi a la millor pel·lícula al XLVIII Festival Internacional de Cinema Fantàstic de Catalunya.